# Парламентские выборы в Литве (1996)
Парламентские выборы в Литве 1996 года были проведены в два тура 20 октября и 10 ноября. Первый тур состоялся одновременно с референдумом о внесении изменений в статьи 55-ю, 57-ю и 131-ю Конституции Литвы и референдумом по использованию доходов от приватизации. Второй тур был проведен одновременно с референдумом о внесении поправок в статью 47-ю Конституции республики.
70 депутатов были избраны по пропорциональной системе и 71 депутат по одномандатным округам. В тех избирательных округах, где ни один кандидат не набрал более 50 % голосов избирателей, 10 ноября состоялся второй тур. В отличие от предыдущих выборов в 1992 году, заградительный барьер был увеличен до 5 % для всех без исключения партий, в том числе представлявших интересы национальных меньшинств, при этом к выборам были допущены только политические партии и их коалиции.

## Предвыборная кампания
9 апреля 1996 года президент Литвы Альгирдас Бразаускас своим указом назначил выборы на 20 октября, а второй тур голосования, в случае необходимости, на 10 ноября.
Всего в выборах приняли участие 1352 кандидата от 27 партий и коалиций, а также независимых. Литовская партия реформ, Непартийное движение «Выборы 96» и Партия независимости приняли участие только в выборах по округам. Основными претендентами на преодоление заградительного барьера были правящая Демократическая партия труда Литвы (ДПТЛ), Литовская социал-демократическая партия, партия Союз Отечества — Литовские консерваторы, основанная в 1993 году на базе национал-консервативного движения Саюдис (бывшего движения за перестройку) под руководством Витаутаса Ландсбергиса, а также их союзники — Литовская христианско-демократическая партия и Литовский центристский союз. Крупнейшие политические силы Литвы придерживались схожих взглядов на внешнюю политику, в частности поддерживая вступление страны в НАТО и Евросоюз. В то же время ДПТЛ активно критиковалась за неспособность преодолеть экономическую стагнацию и финансовые скандалы, в том числе с участием бывшего премьера Шляжявичюса. Главная оппозиционная сила страны, национал-консерваторы Ландсбергиса, сделали упор на борьбе с коррупцией.
Выборы 1996 года были отмечены значительным падением активности избирателей. Если в первом туре в 1992 году на участки явились более 75 % избирателей, то теперь пришло чуть больше половины. Только в двух одномандатных округах из 71 депутаты были избраны в первом туре, во втором туре 10 ноября было избрано ещё 65 депутатов, в оставшихся четырёх округах явка избирателей была ниже требуемых 40 %, в результате чего в них были назначены перевыборы на 1997 год. Окончательные результаты принесли уверенную победу консервативному лагерю, который был значительно более единым, чем в прошлом. Союз Отечества — Литовские консерваторы получил 70 мест в Сейме, то есть 49,65 % всех мандатов. Правящая ДПТЛ потерпела сокрушительное поражение, заняв лишь третье место по партийным спискам после консерваторов и христианских демократов, став в Сейме в итоге лишь четвёртой партией, уступив также и центристам.

## Результаты выборов
| Партии                                                                 | Оригинальное название                                            | Голоса    | %     | Места      | Места      | Места     |
| Партии                                                                 | Оригинальное название                                            | Голоса    | %     | По спискам | По округам | Всего     |
| ---------------------------------------------------------------------- | ---------------------------------------------------------------- | --------- | ----- | ---------- | ---------- | --------- |
| Союз Отечества — Литовские консерваторы                                | лит. Tėvynės sąjunga — Lietuvos konservatoriai                   | 409 585   | 29,80 | 33         | 37         | 70        |
| Литовская христианско-демократическая партия                           | лит. Lietuvos krikščionių demokratų partija                      | 136 259   | 9,91  | 11         | 5          | 16        |
| Демократическая партия труда Литвы                                     | лит. Lietuvos demokratinė darbo partija                          | 130 837   | 9,52  | 10         | 2          | 12        |
| Литовский центристский союз                                            | лит. Lietuvos centro sąjunga                                     | 113 333   | 8,24  | 9          | 4          | 13        |
| Литовская социал-демократическая партия                                | лит. Lietuvos socialdemokratų partija                            | 90 756    | 6,60  | 7          | 5          | 12        |
| «Молодая Литва»                                                        | лит. Jaunoji Lietuva                                             | 52 423    | 3,81  | —          | 1          | 1         |
| Литовская женская партия                                               | лит. Lietuvos moterų partija                                     | 50 494    | 3,67  | —          | 1          | 1         |
| Христианско-демократический союз                                       | лит. Krikščionių demokratų sąjunga                               | 42 346    | 3,08  | —          | 1          | 1         |
| Избирательная акция поляков Литвы                                      | лит. Lietuvos lenkų rinkimų akcija                               | 40 941    | 2,98  | —          | 1          | 1         |
| Альянс граждан Литвы                                                   | лит. Lietuvos piliečių aljansas                                  | 33 389    | 2,43  | —          | —          | —         |
| Коалиция Литовская демократическая партия Союз литовских националистов | лит. Lietuvos demokratų partija лит. Lietuvių tautininkų sąjunga | 28 744    | 2,09  | —          | 3          | 3         |
| Союз либералов Литвы                                                   | лит. Lietuvos liberalų sąjunga                                   | 25 279    | 1,84  | —          | 1          | 1         |
| Литовская крестьянская партия                                          | лит. Lietuvos valstiečių partija                                 | 22 826    | 1,66  | —          | 1          | 1         |
| Союз русских Литвы                                                     | лит. Lietuvos rusų sąjunga                                       | 22 395    | 1,63  | —          | —          | —         |
| Литовский союз политических заключённых и ссыльных                     | лит. Lietuvos politinių kalinių ir tremtinių sąjunga             | 20 580    | 1,50  | —          | 1          | 1         |
| Союз свободы Литвы                                                     | лит. Lietuvos laisvės sąjunga                                    | 20 511    | 1,49  | —          | —          | —         |
| Литовская партия сельских хозяев                                       | лит. Lietuvos ūkio partija                                       | 16 475    | 1,20  | —          | —          | —         |
| Лига свободы Литвы                                                     | лит. Lietuvos laisvės lyga                                       | 12 562    | 0,91  | —          | —          | —         |
| Литовский союз социальной справедливости                               | лит. Lietuvos socialinio teisingumo sąjunga                      | 12 234    | 0,89  | —          | —          | —         |
| Социалистическая партия Литвы                                          | лит. Lietuvos socialistų partija                                 | 9 985     | 0,73  | —          | —          | —         |
| Республиканская партия                                                 | лит. Respublikonų partija                                        | 5 063     | 0,37  | —          | —          | —         |
| Партия национального прогресса                                         | лит. Tautos pažangos partija                                     | 3 922     | 0,29  | —          | —          | —         |
| Литовская партия «Логика жизни»                                        | лит. Lietuvos gyvenimo logikos partija                           | 3 361     | 0,24  | —          | —          | —         |
| Литовская народная партия                                              | лит. Lietuvos liaudies partija                                   | 2 622     | 0,19  | —          | —          | —         |
| Литовская партия реформ                                                | лит. Lietuvos reformų partija                                    | —         | —     | —          | —          | —         |
| Непартийное движение «Выборы 96»                                       | лит. Nepartinių judėjimas „Rinkimai 96“                          | —         |       | —          | —          | —         |
| Партия независимости                                                   | лит. Nepriklausomybės partija                                    | —         | —     | —          | —          | —         |
| Независимые                                                            |                                                                  | —         | —     | —          | 4          | 4         |
| Недействительные голоса                                                |                                                                  | 59 453    | -     | -          | -          | -         |
| Всего                                                                  |                                                                  | 1 374 673 | 100   | 70         | 67         | 137       |
| Зарегистрировано избирателей/Явка                                      |                                                                  | 2 597 530 | 52,92 | (1-й тур)  | 38,16      | (2-й тур) |

1. ↑  2 места в Сейме
2. ↑  1 место в Сейме
3. ↑  Оставшиеся 4 депутата были избраны в 1997 году

25 ноября вновь избранный Сейм провел своё первое заседание и избрал на пост спикера Ландсбергиса. 4 декабря Союз Отечества и Литовская христианско-демократическая партия сформировали новое правительство во главе с Гедиминасом Вагнорюсом (Союз Отечества). Лидер христианских демократов Альгирдас Саударгас был назначен министром иностранных дел.